# 마솔리노 다 파니칼레
마솔리노 다 파니칼레(Masolino da Panicale, 1383년 경 ~ 1447년 경)는 이탈리아의 화가이다. 《성모자와 성 안나》(Madonna with Child and St. Anne, 1424) 등의 마사초와 협업으로 잘 알려져 있다.

## 생애
마솔리노는 피렌체 근처의 파니칼레에서 태어났을 것으로 추정된다. 1403년에서 1407년 사이 피렌체에서 기베르티 조수로 생활하였다. 1423년 독집적인 지부로 화가들을 포함시켰던 피렌체의 길드 아르테 데이 메디치 에 스페지알리(Arte dei Medici e Speziali)에 합류하였다. 1425년 9월부터 1427년 7월까지 헝가리를 포함하여 여러 곳을 여행하면서 보냈다. 그는 교황으로 복귀한 교황 마르티노 5세를 위해 1420년 산타 마리아 마조레 대성당에서 교황의 가족 예배당을 위한 제단화를 그렸고 나중에 브란다 다 카스티글리오네 추기경을 위해 성 크레멘터 교회의 성 카타리나를 그렸다. 그 사이에, 그는 15세기에 걸쳐 동료 예술가들에게 많은 찬사를 받았던 피렌체 산타 마리아 델 카르미네 성당에 있는 브랑카치 예배당의 벽화를 그리기 위해 어린 동료 마사초와 협업하였다.

## 업적
마솔리노는 1423년 《불구자를 치료하는 성 베드로와 타비타의 부활》(St. Peter Healing a Cripple and the Raising of Tabitha)에서 중앙 소실점을 사용한 최초의 화가로 추정된다